# کارل لودویگ کاز

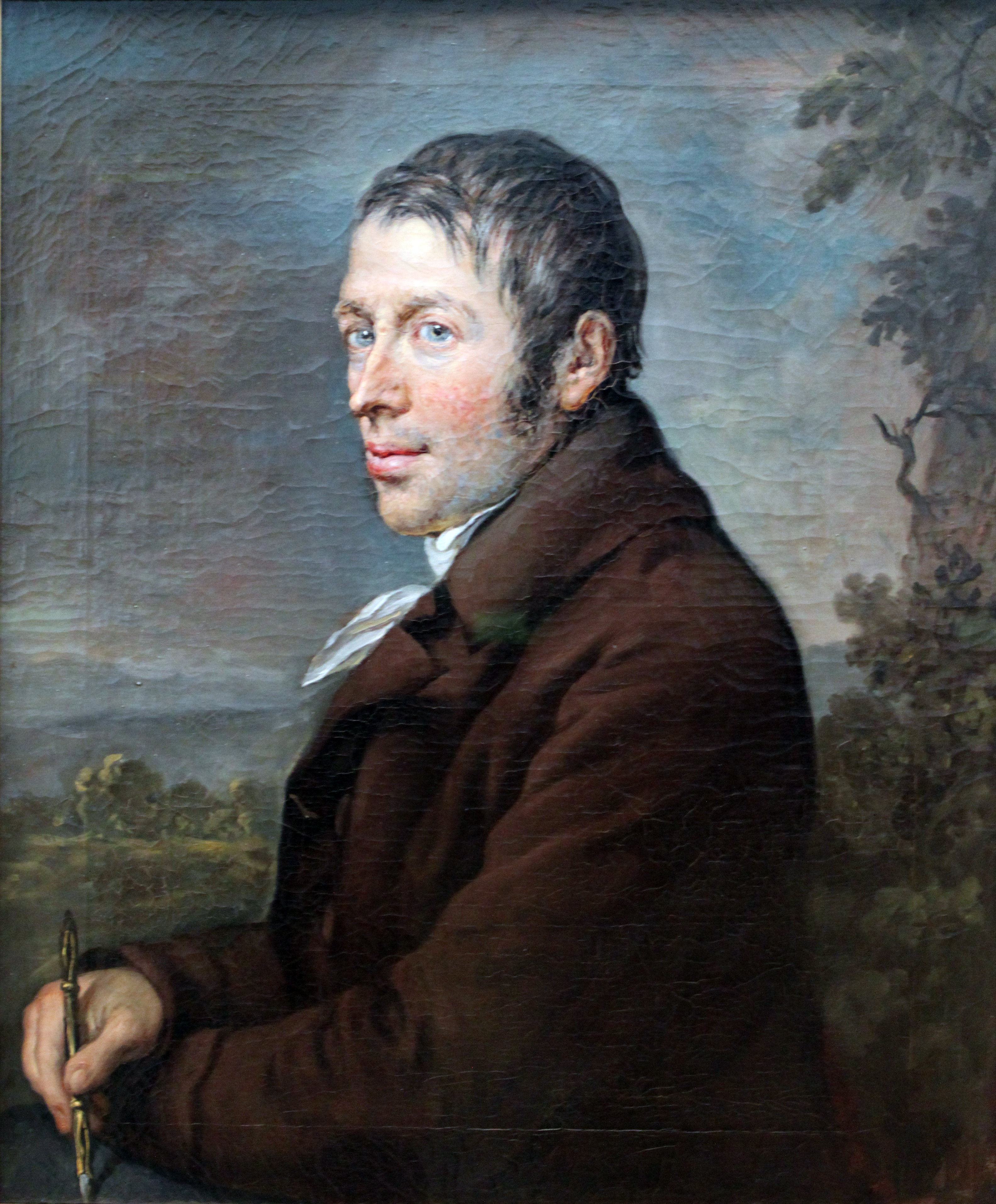
کارل لودویگ کاذ؛ پرتره توسط آنتون گراف (۱۸۰۹)

کارل لودویگ کاذ یا کاتز (۲۲ ژانویه ۱۷۷۳، کارلسروهه - ۱۴ ژوئیه ۱۸۱۰، درسدن) نقاش آلمانی بود که عمدتاً به خاطر مناظر خود شناخته شده‌است.

## زندگی‌نامه

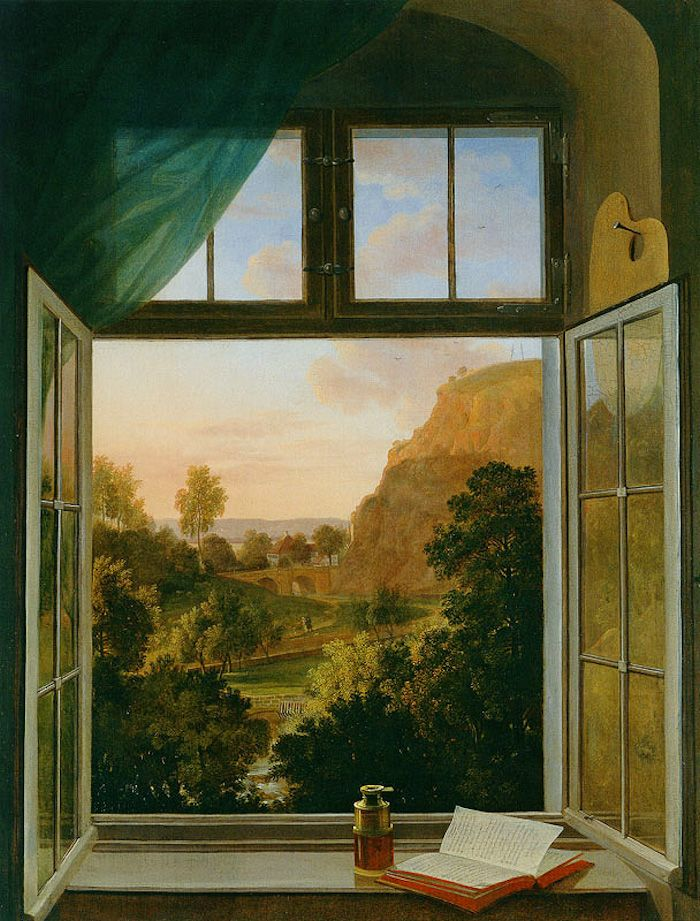
نمایی از از ویلا گراسی

پدرش گئورگ جاکوب کاتز (۱۷۷۵–۱۷۲۳) یک مأمور مالیات بود. پس از مرگ مادرش در سال ۱۷۸۴، او را به یک یتیم خانه در فورتسهایم سپردند. او ابتدا به عنوان کاتب شاگردی کرد و سپس به عنوان صحاف مشغول شد. در سال ۱۷۹۲، او به لشو دوفوند، در سوئیس نقل مکان کرد، جایی که خواهرش با یک زرگر ازدواج کرد. در آنجا حکاکی روی مس و نقاشی مینیاتوری را آموخت. پس از مدت کوتاهی در آکادمی دولتی هنرهای زیبا اشتوتگارت، به آکادمی هنرهای زیبای درسدن منتقل شد و در آنجا نزد Johann Christian Klengel و ژاکوب ویلهلم مکاو به تحصیل پرداخت..
در درسدن، او با بسیاری از خانواده‌های برجسته، از جمله نقاش آنتون گراف، که یکی از معلمان او نیز بود، ارتباط برقرار کرد و در شاعر، الیزا فون در رکه، حامی اصلی به دست آورد. حمایت او او را قادر ساخت تا Traugott Leberecht Pochmann را همراهی کند و پسر گراف، نقاش منظره، Carl Anton Graff، در یک سفر مطالعاتی به پاریس و ایتالیا. سفر آنها از ۱۸۰۱تا ۱۸۰۴به طول انجامید و او با دفترچه‌های پر از طرح به خانه آمد.
در طول چند سال بعد، طرح‌ها به گواش، آبرنگ و شستشو تبدیل شدند. در سال ۱۸۰۵، او از طرحی از دریاچه نیمی برای ایجاد یک نقاشی دیواری بزرگ در Schloss Frohburg استفاده کرد. . در همان سال، او با دختر گراف، کارولین سوزان ازدواج کرد. دو سال بعد، جایزه بزرگی از آکادمی اشتوتگارت به او اهدا شد. او همچنین شروع به گرفتن شاگردان از جمله فردیناند اولیویه کرد.
کاذ در سال ۱۸۰۵با گوته آشنا شد. سه سال بعد، آنها با هم در کارلزباد کار کردند، جایی که هر دو به آبگرم آمده بودند تا «درمان» را درمان کنند. در سال ۱۸۰۹، زمانی که کاذ برای آموزش طراحی در دربار در وایمار بود، در خانه گوته ماند، سپس چند هفته را با او در ینا گذراند. او همچنین با شیلر آشنا بود و نقاشی برای درام خود ویلیام تل به نام «من آزاد شده‌ام» خلق کرد.
او علیرغم چندین سال بدتر شدن وضعیت سلامتی خود همچنان فعال بود و در حالی که تنها سی و هفت سال داشت در حالی که در سه‌پایه خود کار می‌کرد درگذشت. دو دختر او تحت مراقبت خانواده گراف قرار گرفتند.

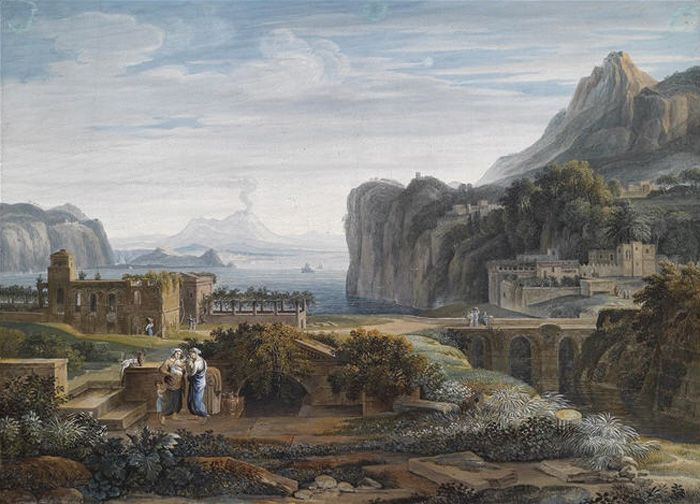
منظره ایده‌آل ایسکیا

## مطالعهٔ بیشتر
- Carl Clauß (1881), "Kaaz, Karl Ludwig", Allgemeine Deutsche Biographie (ADB) (به آلمانی), vol. 14, Leipzig: Duncker & Humblot, pp. 778–779
- Walther Scheidig: Kaaz, Carl Ludwig. In: Neue Deutsche Biographie (NDB). Band 10. Duncker & Humblot, Berlin 1974, p. 714 f. (full text online) (آلمانی)
- Hans Geller: Carl Ludwig Kaaz. Landschaftsmaler und Freund Goethes, 1773–1810, Rembrandt-Verlag, 1961